# 前段階武装蜂起論
前段階武装蜂起論（ぜんだんかいぶそうほうきろん）とは、日本の新左翼の一派である共産主義者同盟赤軍派（赤軍派）の政治思想の一つ。

## 概要
日本の状況（1969年当時）は「革命的高揚から革命情勢への過渡期」に突入しているとし、それに対応するため、暴力革命の原動力となる「赤軍」を組織し、武装しなくてはならないとする。「赤軍派」の名称はこの理論に由来する。
他の新左翼党派のようにゲバ棒を振り回したり、火炎瓶を投げつけるだけでは、一時的な騒乱状態を作り出すことは出来ても、国家権力の打倒や革命政府の樹立などは到底無理である。革命を成就させるためには、爆弾や銃による武装蜂起が不可欠であるとする。
この理論を現実化したのが、いわゆるPBM作戦である。しかし大菩薩峠事件での大量検挙などにより、組織内では国際根拠地論も主張され、後のよど号ハイジャック事件などに繋がった。

## 参照
1. 1 2  日本赤軍 - 公安調査庁